# Elatostema medogense
Elatostema medogense es una especie de planta del género Elatostema, perteneciente a la familia Urticaceae.

## Taxonomía
Elatostema medogense fue descrita por Wen Tsai Wang en 1982.

## Distribución
Se encuentra en el territorio del Himalaya oriental y el Tíbet.